# ریچل آویو
ریچل آویو (به انگلیسی: Rachel Aviv) نویسنده آمریکایی است که دربارهٔ موضوعاتی مانند عدالت جزایی، روان‌پزشکی و آموزش می‌نویسد.

## کتاب گم شدن در انفرادی
کتاب «گم شدن در انفرادی» با ترجمه علی امیری و آرش رضاپور توسط انتشارات ترجمان علوم انسانی در ایران چاپ شد.